# Puchar Świata w Zapasach 2013 – styl klasyczny mężczyzn
Zawody Pucharu Świata w 2013 roku w stylu klasycznym odbyły się pomiędzy 19–20 lutego w Teheranie w Iranie.

## Ostateczna kolejność drużynowa
| Poz. | Państwo          |
| ---- | ---------------- |
|      | Rosja            |
|      | Iran             |
|      | Turcja           |
| 4.   | Armenia          |
| 5.   | Kazachstan       |
| 6.   | Korea Południowa |
| 7.   | Azerbejdżan      |
| 8.   | Białoruś         |
| 9.   | Węgry            |
| 10.  | Bułgaria         |

## Wyniki

### Grupa A
| Grupa A             |
| ------------------- |
| 1. Rosja            |
| 2. Armenia          |
| 3. Korea Południowa |
| 4. Białoruś         |
| 5. Bułgaria         |

### Mecze
- Rosja –  Bułgaria 7-0
- Rosja –  Armenia 5-2
- Rosja –  Korea Południowa 7-0
- Rosja –  Białoruś 5-2
- Armenia –  Bułgaria 7-0
- Armenia –  Korea Południowa 5-2
- Armenia –  Białoruś 5-2
- Bułgaria –  Korea Południowa 2-5
- Bułgaria –  Białoruś 2-5
- Korea Południowa –  Białoruś 5-2

### Grupa B
| Grupa B        |
| -------------- |
| 1. Iran        |
| 2. Turcja      |
| 3. Kazachstan  |
| 4. Azerbejdżan |
| 5. Węgry       |

### Mecze
- Iran –  Turcja 4-3
- Iran –  Kazachstan 6-1
- Iran –  Azerbejdżan 5-2
- Iran –  Węgry 7-0
- Turcja –  Kazachstan 6-1
- Turcja –  Azerbejdżan 4-3
- Turcja –  Węgry 7-0
- Kazachstan –  Azerbejdżan 5-2
- Kazachstan –  Węgry 4-3
- Azerbejdżan –  Węgry 7-0

### Finały
- 9-10  Węgry –  Bułgaria 4-3
- 7-8  Azerbejdżan –  Białoruś 6-1
- 5-6  Kazachstan –  Korea Południowa 7-0
- 3-4  Turcja –  Armenia 6-1
- 1-2  Rosja –  Iran 5-2

## Klasyfikacja indywidualna

### I-VI
| Waga   |                   |                        |                                                           | 4                                                          | 5                 | 6                  |
| ------ | ----------------- | ---------------------- | --------------------------------------------------------- | ---------------------------------------------------------- | ----------------- | ------------------ |
| 55 kg  | Eldəniz Əzizli    | Żansierik Sarsienbijew | Harutiun Howhannisjan                                     | Fatih Üçüncü                                               | Biekchan Mankijew | Ełbiek Tażyjeu     |
| 60 kg  | Ałmat Kiebispajew | Aleksan Mikajelian     | Taleh Məmmədov                                            | Woo Seung-jae Maksim Każarski                              | ----              | Abdolmohammad Papi |
| 66 kg  | Adam Kurak        | Atakan Yüksel          | Michaił Siamionau Rəsul Çunayev                           | ----                                                       | Kim Ji-hun        | Ali Mohammadi      |
| 74 kg  | Şeref Tüfenk      | Farszad Alizade        | Roman Własow                                              | Alaksandr Dziemjanowicz Danieł Aleksandrow Dosżan Kartykow | ----              | ----               |
| 84 kg  | Selçuk Çebi       | ----                   | Rafiq Hüseynov Hracz Howhannisjan                         | ----                                                       | Azamat Bikbajew   | Park Jin-sung      |
| 96 kg  | Sarkis Tonojan    | Cenk İldem             | Nikita Mielnikow Mahdi Alijari Fejzabadi Szalwa Gadabadze | ----                                                       | -----             | An Chang-gun       |
| 120 kg | Emin Öztürk       | Nurmachan Tinalijew    | Baszir Babadżanzade                                       | Alichan Ajubow                                             | Iwan Iwanow       | Szochruddi Ajubow  |

### VII-XIV
| Waga   | 7                                    | 8                               | 9                            | 10                 | 11                                 | 12               | 13                   | 14            |
| ------ | ------------------------------------ | ------------------------------- | ---------------------------- | ------------------ | ---------------------------------- | ---------------- | -------------------- | ------------- |
| 55 kg  | Sa’id Abdewali                       | Mohsen Hadżipur                 | Stefan Grigorow              | Stiepan Marianian  | Choi Jae-min                       | ----             | ----                 | ----          |
| 60 kg  | Mevlüt Arık                          | Iwan Kujłakow                   | Rustam Chuczbarow            | Hamid Zare         | Rumen Sawczew                      | Sakit Cəlilov    | Máté Krasznai        | ----          |
| 66 kg  | Krisztián Jäger Jerboł Kongyratow    | ----                            | Tigran Torosjan              | Afszin Bijabangard | Milen Dimitrow                     | ----             | ----                 | ----          |
| 74 kg  | Rafik Manukian Aleksandr Czechirkin  | ----                            | Şamil Ertuqanov              | Bálint Korpási     | Hadi Alizade                       | Warszam Boranian | Niyaməddin İbrahimov | Kim Jun-hyung |
| 84 kg  | Ałchazur Özdijew Viktor Lőrincz      | ----                            | Aleksiej Miszyn              | Alaksandr Kikiniou | Ali Ghejtasi                       | Stanisław Kynew  | ----                 | ----          |
| 96 kg  | Jerułan Iskakow                      | Danieł Bankow Siarhiej Staradub | ----                         | Musa Jewłojew      | György Rizmajer                    | Saman Tahmasebi  | Dawud Gilnejrang     | ----          |
| 120 kg | Waczik Jeghiazarian Radomir Petković | ----                            | Bálint Lám Kirył Hryszczanka | ----               | Kim Yong-min Amir Ghasemi Mondżazi | ----             | ----                 | ----          |